# Tom Atter
John Tom Atter (9 tháng 5 năm 1901 – 6 tháng 10 năm 1958) là một cựu cầu thủ bóng đá người Anh thi đấu ở vị trí thủ môn.